# Кучкаєвське сільське поселення
Кучка́євське сільське поселення (рос. Кучкаевское сельское поселение) — муніципальне утворення у складі Великоігнатовського району Мордовії, Росія. Адміністративний центр — село Кучкаєво.

## Населення
Населення — 222 особи (2019, 288 у 2010, 338 у 2002).

## Склад
До складу поселення входять такі населені пункти:
| Населений пункт          | Населення, осіб (2002) | Населення, осіб (2010) |
| ------------------------ | ---------------------- | ---------------------- |
| Кучкаєво, село           | 272                    | 249                    |
| Манаково, присілок       | 54                     | 38                     |
| Полудмитрієвка, присілок | 12                     | 1                      |